# Jean-Luc Ostyn
Jean-Luc Ostyn (Kortrijk, 18 juli 1960) is een Belgisch voormalig marathon- en langebaanschaatser en  inline-skater. 

## Levensloop
Ostyn werd op 26 februari 2000 winnaar van de Belgische kampioenschappen schaatsen allround in Grefrath, in 2001 won hij brons. Is Belgisch kampioen marathonschaatsen geworden (Eindhoven) en nog altijd in het bezit van de beste Belgische besttijd over 200 kilometer op natuurijs (5h20'28"), gereden tijdens de Alternatieve Elfstedentocht op de Weissensee in het jaar 2000. Verder behaalde hij brons op het WK Masters 200km marathonschaatsen in 2008 eveneens op de Weissensee. 
Ostyn beëindigde zijn actieve schaatscarrière in 2011. Hij werd ploegleider van een marathonschaatsteam in de Nederlandse 1e divisie en van 2011 tot 2022 werd hij bestuurslid van de Gentse schaatsclub LBSG. Hij stond er in voor de begeleiding van wedstrijdrijders en gevorderde recreatieve schaatsers. 
Sedert 2023 woont hij in het zuiden van de Ardèche (FR).